# Antoine Valois-Fortier
Antoine Valois-Fortier (Vanier, 13 marzo 1990) è un judoka canadese, vincitore della medaglia di bronzo nella categoria fino agli 81 kg a Londra 2012.

## Palmarès
- Giochi olimpici

Londra 2012: bronzo negli 81 kg.
- Mondiali

Čeljabinsk 2014: argento negli 81 kg.
Astana 2015: bronzo negli 81 kg.
Tokyo 2019: bronzo negli 81 kg.
- Giochi panamericani

Guadalajara 2011: bronzo negli 81 kg.
- Campionati panamericani

Guadalajara 2011: bronzo negli 81 kg.
Montréal 2012: argento negli 81 kg.
San José 2013: argento negli 81 kg.
Guayaquil 2014: argento negli 81 kg.
Edmonton 2015: bronzo negli 81 kg.
L'Avana 2016: oro negli 81 kg.
San José 2018: oro negli 81 kg.
Lima2019: oro negli 81 kg.